# Derdas I z Elimei
Derdas I (stgr. Δέρδας) – król Elimei w latach ok. 435–405 p.n.e.
Syn Machatasa, syna króla Elimei Arridajosa, ojciec Sirrasa, również króla Elimei.

## Rządy
Około 435 p.n.e. zawarł przymierze z Atenami i Filipem, władcą górnomacedońskim w Aksios oraz bratem króla Perdikkasa II Macedońskiego. Derdas I walczył z Perdikkasem II w latach 435–431 p.n.e. Prowadził bezkarne działania wojenne, pomimo pozbawionej łączności z siłami ateńskimi i zwolennikami Filipa w Amfaksitis. W późniejszym okresie Derdas I stał się sojusznikiem Perdikkasa II. Częściowo zachowana inskrypcja z Aten (najpewniej z 415 p.n.e.) przekazała nam tekst traktatu między trzema stronami: Atenami, „Perdikkasem i jego sojusznikami” i „Arrabajosem i jego sojusznikami”. Wśród sojuszników króla macedońskiego został wymieniony Derdas, władca Elimei.